# Nowo Leski
Nowa Leski (bułg. Ново Лески) – wieś w Bułgarii, w obwodzie Błagojewgrad, w gminie Chadżidimowo. Według danych szacunkowych Ujednoliconego Systemu Ewidencji Ludności oraz Usług Administracyjnych dla Ludności, 15 czerwca 2020 roku miejscowość liczyła 354 mieszkańców.

## Osoby związane z miejscowością

### Urodzeni
- Dymityr Popow (1864–1903) – bułgarski rewolucjonista
- Iwan Popow (1871–1921) – bułgarski rewolucjonista